# Prosopis juliflora
Espèce
Classification phylogénétique

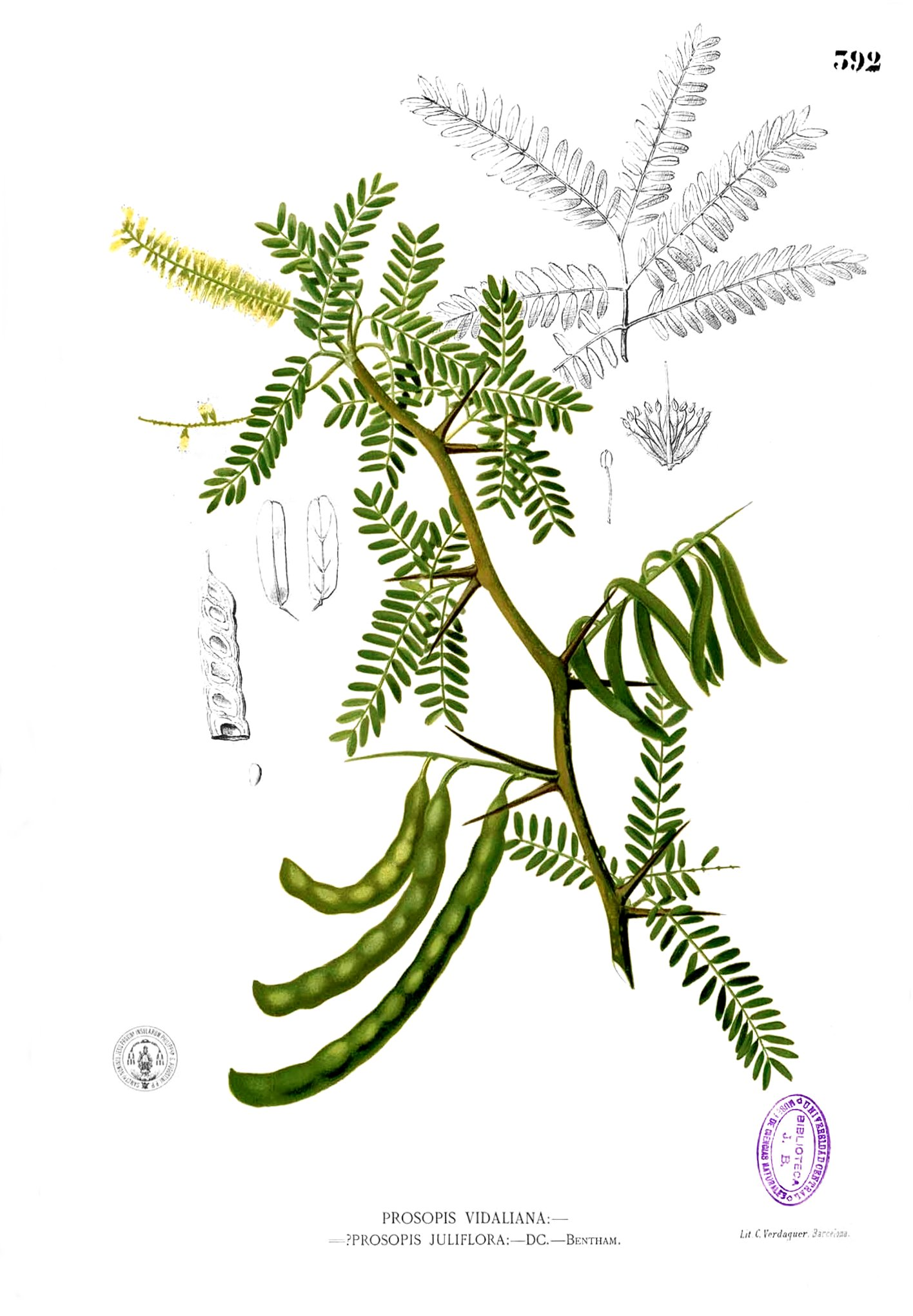
Prosopis juliflora.

Prosopis juliflora est une espèce de plantes à fleurs de la sous-famille des Mimosoideae. C'est un buisson ou un arbuste originaire du Mexique, d'Amérique du Sud et des Caraïbes.
Cette espèce est également connue sous le nom vernaculaire de Bayahonde, comme l'emploie l'auteur haïtien Jacques Roumain : « Au-dessus des bayahondes flottent des haillons de fumée… ».

## Description
L'arbuste peut atteindre 12 m de hauteur et son tronc peut dépasser 1,2 m de diamètre.

## Usages
Son utilisation comprend le fourrage, le bois et la gestion de l'environnement (lutte contre la désertification, stabilisation de dunes…).
Il a été introduit en Asie, Australie, en Afrique et ailleurs[réf. nécessaire].
Très résistant à la sécheresse, il a été introduit au Sahel pour cette raison, et il y est devenu une plante envahissante, de même qu'au Kenya et dans d'autres pays où les allergies à son pollen sont apparues et se sont multipliées.

## Risques
Prosopis juliflora contribue à la transmission du paludisme, en particulier pendant les périodes sèches où les sources de sucre des plantes indigènes sont largement indisponibles pour les moustiques.
En Europe, Prosopis juliflora est inscrite depuis 2019 dans la liste des espèces exotiques envahissantes préoccupantes pour l’Union européenne. Cela signifie qu'elle ne peut pas être importée, cultivée, commercialisée, plantée, ou libérée intentionnellement dans la nature, et ce nulle part dans l’Union européenne
Elle fait partie de la Listes d’espèces exotiques envahissantes interdites en France. Le fait de l'introduire volontairement dans le milieu naturel, de la transporter, la colporter, l'utiliser, la mettre en vente, la vendre ou l'acheter est puni par la loi française de trois ans d'emprisonnement et de 150 000 € d'amende (article L. 415-3 du code de l'environnement français).